# نظيرات جراد الماء العذب
نظيرات جراد الماء العذب أو نظيرات كركند الماء العذب (الاسم العلمي: Parastacidae)، فصيلة قشريات من جراد المياه العذبة التي تعيش في المياه العذبة في نصف الكرة الجنوبي. هذه الفصيلة عبارة عن أصنوفات تقليدية منتشرة في غندوانا، مع أعضاء موجودين في أمريكا الجنوبية، ومدغشقر، وأستراليا، ونيوزيلندا، وغينيا الجديدة، وتضم أصناف منقرضة من القارة القطبية الجنوبية.